# Crucoli
Crùcoli (IPA: [ˈkrukoli]) è un comune italiano di 2 746 abitanti della provincia di Crotone in Calabria.
In passato la località era nota per le proprie attività artigianali, fra cui l'arte dei tessuti dai bei disegni caratteristici e quella del vimini finalizzata alla realizzazione di pregevoli cesti.
Oggi è maggiormente conosciuta per il borgo antico e come località balneare, oltre che per le produzioni eno-gastronomiche.

## Geografia fisica

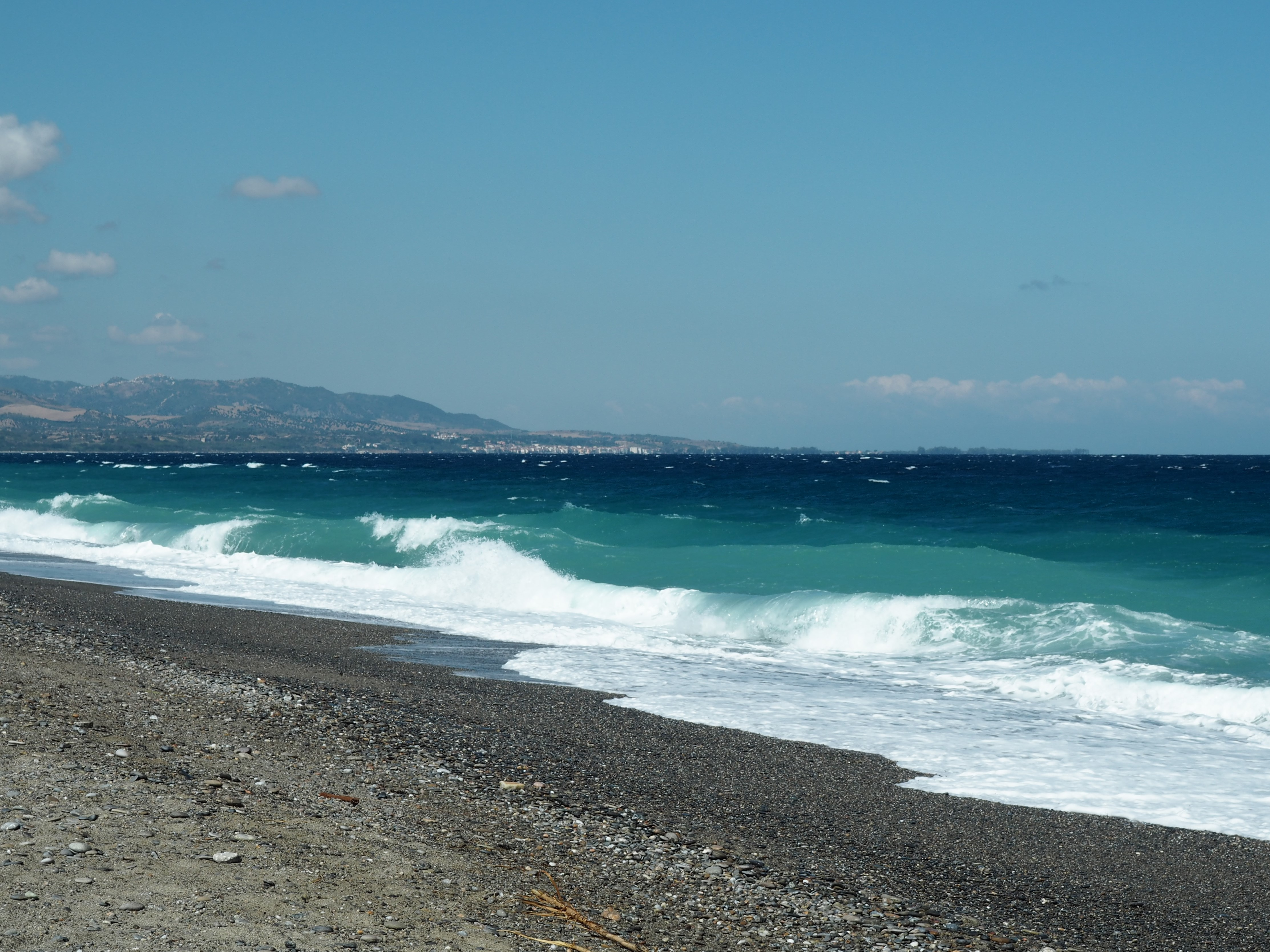
Veduta su Crucoli e la frazione Torretta da Punta Alice

Il territorio di Crucoli ha una superficie di 50,43 km² ed è prevalentemente collinare se si esclude la fascia costiera pianeggiante; raggiunge l’altezza massima di 489 metri sul livello del mare in corrispondenza di Monte Lelo la cui cima separa i territori dei comuni di Crucoli, Umbriatico, in provincia di Crotone, e di Scala Coeli in provincia di Cosenza.
Il centro abitato di Crucoli è posto a un'altezza di circa 380 m s.l.m., mentre la frazione Torretta si articola lungo la linea ferrata, la Strada statale 106 Jonica e il limitrofo arenile.
La fascia litoranea, con circa 7 km di spiaggia, è generalmente pianeggiante, con profondità che si va allargando verso nord in prossimità della foce del fiume Nicà che delimita il confine comunale oltre a costituire il confine provinciale fra la provincia di Crotone (cui appartiene Crucoli) e la provincia di Cosenza.

Il fiume Nicà è il corso d’acqua più importante che interessa il territorio comunale, assieme al torrente Cappellieri che lo delimita a sud; esistono poi alcuni fossi a carattere torrentizio che solcano trasversalmente la fascia costiera.

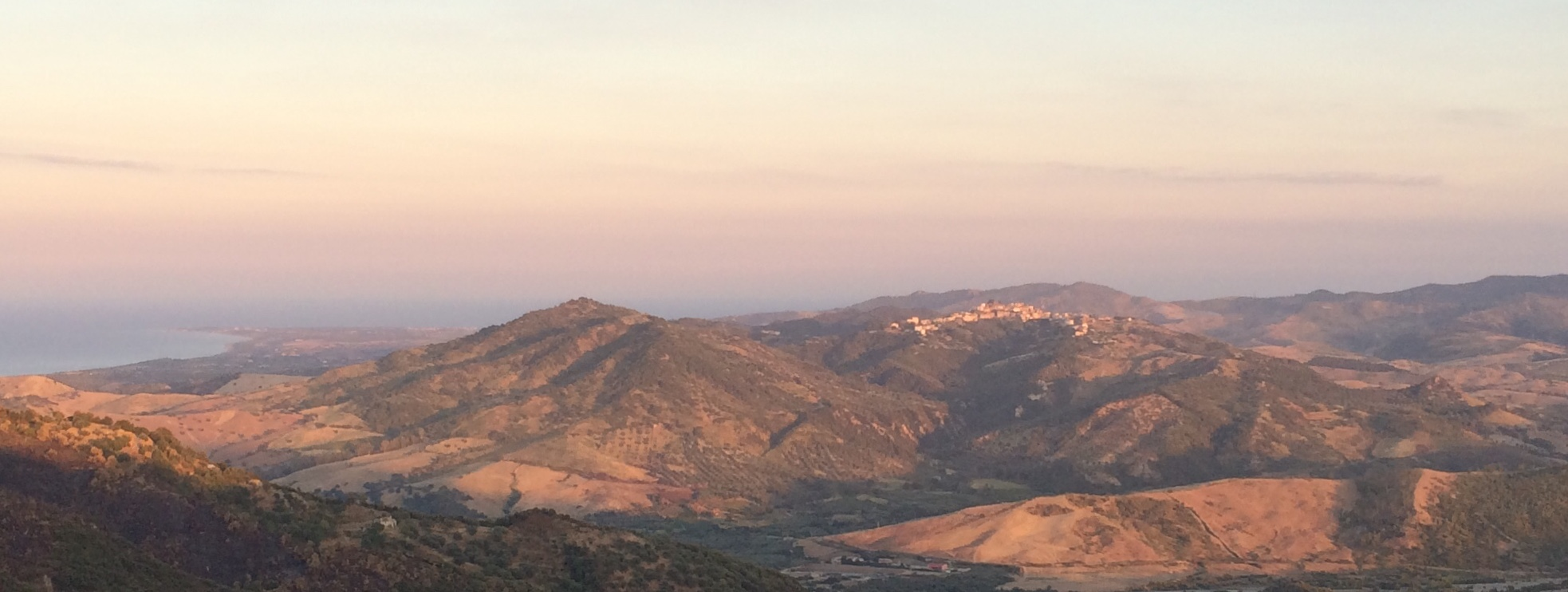
Crucoli e la valle del Nicà visti da Terravecchia

### Viabilità
La rete viaria principale che interessa il territorio comunale è costituita da:
- Strada statale 106 Jonica che corre longitudinalmente alla costa, e che attraversa la frazione di Torretta
- strada provinciale S.P.1 "crucolese" che collega la frazione Torretta a Crucoli Centro;
- strada provinciale S.P.6 "Grisica" che collega la S.P.1 con Umbriatico;
La linea ferrata ionica attraversa longitudinalmente tutta la costa dividendo in due parti l’insediamento urbano della Frazione Torretta, dove è dislocata la stazione ferroviaria di Crucoli.

### Sismicità
Classificazione sismica: zona 2 (sismicità medio-alta), Ordinanza PCM n. 3274 del 20/03/2003
Dagli archivi dell’Istituto nazionale di Geofisica e Vulcanologia (INGV) si rileva che l’area di Crucoli è stata interessata da alcuni degli importanti terremoti che hanno devastato la Calabria, ma le ricerche negli archivi storici indicano che tali terremoti non hanno provocato effetti devastanti.
| Data       | Ora GMT | Imax | Me  | Denominazione                                       |
| ---------- | ------- | ---- | --- | --------------------------------------------------- |
| 08-03-1832 | 18:30   | 10   | 6,6 | Crotonese (epicentro San Mauro Marchesato)          |
| 08-09-1905 | 01:43   | 10   | 6,7 | Calabria (epicentro Cessaniti –VV)                  |
| 28-12-1908 | 04:20   | 11   | 7,1 | Calabria meridionale (epicentro Stretto di Messina) |
| 11-05-1947 | 06:32   | 9    | 5,7 | Calabria centrale (epicentro San Sostene)           |

### Clima
Il clima temperato è tipico dell’area ionica, le precipitazioni sono limitate quasi esclusivamente ai mesi invernali, l’umidità, elevata nelle zone costiere, si mantiene nei valori normali nella zona collinare.
Classificazione climatica: zona D, 1547 Gradi giorno, Altezza m s.l.m. 380.
Periodo di accensione degli impianti termici: dal 1º novembre al 15 aprile (12 ore giornaliere), salvo ampliamenti disposti dal sindaco.

## Origini del nome
Sull'origine del toponimo vi sono tante ipotesi, ma nessuna certezza. Per alcuni deriva dal latino ocriculum, "piccolo monte", che deriva a sua volta da ocris che indica una zona montuosa o collinare. 
Nei primi documenti dopo il mille compare come Curucoli, un toponimo da associare al termine latino crucola, diminutivo di crux, col significato di piccola croce, dunque legato ad un luogo di culto od una residenza cristiana.

## Storia
Come quasi tutti i centri della costa ionica della Calabria, Crucoli era originariamente abitata dalle popolazioni indigene di stirpe italica (i pochi ritrovamenti in località Cozzo del Lampo risalgono all'età del bronzo); fu interessata dalla presenza dei coloni provenienti dall'antica Grecia già in età arcaica (VII a.C.). Si trattava comunque di insediamenti di modesta entità.
Il torrente Fiumenicà, inizialmente denominato Hylia dai coloni Greci, rappresentava fino al 510 a.C. il limite settentrionale del territorio Crotoniatide, sotto il dominio di Kroton, ovvero il limite meridionale del territorio di Sibari fino alla sua distruzione. Un tempo si riteneva che proprio in prossimità del Nicà avvenne la battaglia finale tra Kroton e Sybaris, conclusa con la vittoria (nike in greco) dei crotoniati, da cui il nome del fiume; tale informazione è scorretta in quanto la battaglia avvenne sul Traente (Trionto).
Nel periodo ellenistico (IV-III sec. a.C.) le aree più interne furono interessate dall'espansione dei Brettii, particolarmente presenti con centri fortificati posti lungo la linea tra Pruìia di Terravecchia (prossimo a Fiumenicà), Muraglie e Cerasello di Pietrapaola e Castiglione di Paludi. A Crucoli vi sono piccoli Insediamenti rurali brettii, sia nella pianura che nell'area collinare, documentati da rinvenimenti sepolcrali.

### La dominazione romana ePaternum
Le tracce archeologiche più consistenti tuttavia risalgono al periodo della dominazione romana: intorno alla stazione itineraria (mansio) di Paternum della strada romana jonica - individuata nell'itinerarium antoninii (redatto verso la fine del III secolo d.C.) tra le stazioni di Roscianum e Meto - si formò un centro abitato posto in corrispondenza dell'attuale abitato della frazione Torretta. Numerosi sono i ritrovamenti archeologici durante l'età imperiale (I sec. a.C.-IV sec. d.C.) secondo il modello delle "ville rustiche schiavistiche", favorite sia dalle condizioni pedologiche che facilitavano la coltivazione della vite, cereali e uliveti, sia dalla prossimità con la viabilità stradale romana.
La Soprintendenza archeologica ha condotto scavi su almeno 3 ville a Torretta di Crucoli: in loc. Manele, loc. Cassia ed in loc. Piano di Mazza. L'identificazione definitiva di Paternum è recente (1998), essendo stata in passato attribuita agli studiosi anche a Cirò, Cariati e Umbriatico, e precisamente la localizzazione della statio è presso la villa Piano di Mazza.
Tracce archeologiche di Paternum sono presenti nel tardo antico, dopo la caduta di Roma, fino al secolo VIII.
Ambigua è la presenza di una sede episcopale. Se ne trova traccia solo nei regesti Regesti dei Romani pontefici, che parlano di un "Abundantio Episcopo civitatis Paternensis", vescovo presente al Concilio di Roma del 680 e poi inviato da papa Agatone al Concilio Ecumenico III di Costantinopoli del 680 d.C., ma che si firma anche come "episcopus Tempsa provinciae Bruttiorum", per cui Paternum potrebbe essere solo il suo luogo di origine, ovvero che si sta riferendo alla Temsa ionica riportata nella Tavola peutengeriana, od anche che Abundantio reggeva contemporaneamente sia la diocesi di Paternum sia quella di Tempsa (ionica o tirrenica).
Per gli eruditi dell'età moderna, nell'Alto Medioevo Paternum fu distrutta dalle incursioni dei Saraceni, ma le tracce archeologiche si fermano un secolo prima all'età proto-bizantina con la necropoli della località Silipetto, a metà strada tra l'abitato costiero e l'attuale centro storico. Per questi autori gli abitanti scampati alla distruzione arretrano gli insediamenti spostandosi verso gli attuali centri storici di Crucoli e di Cirò. Dell'alto medioevo però non si hanno notizie storiche o tracce archeologiche. Delle vicende della diocesi di Paternum e delle ipotesi localizzative a lungo si sono occupati ed ancora oggi si occupano gli storici e gli eruditi.

### Origine di Crucoli
Tito Livio indica l'esistenza di un abitato Ocricolum come uno dei sette ignobiles populi, cioè insediamenti di dimensione irrilevante, occupati dai brettii, al tempo della seconda guerra punica, ma non si alcuna certezza della corrispondenza di questo luogo, pur essendo certa la presenza di popolazioni brettie nel territorio tra il IV ed il II sec. a.C.
Il toponimo di Crucoli lo si trova nei documenti e negli antichi testi medioevali riportato in varie forme: Cruccoli, Cruculi, Cruculo, Cruculu, Curuculum, Curuculi, Curuculo, Carciculum, Charocolum, Carachulum, Carunculum, Cuculum, Charocalum, Coraculum, Cruculum; tale variabilità è evidentemente dovuta ad errori di trascrizione di notabili e diplomatici - in genere stranieri - al servizio del governo del Regno di Napoli. L'attestazione più antica è in un documento pubblico del 1257 in sono citati il dominus Riccardus de Tarsia e il procurator Iohannes de Manuele delle "Terre Curucoli et Campane". Curuculi è la forma più comune del toponimo fino all'inizio dell'età moderna.
Sulle origini del centro storico di Crucoli nell'alto medioevo - sotto l'Impero Bizantino fino al Regno Normanno non si hanno elementi storici certi, né rinvenimenti archeologici illuminanti.
Probabilmente, dopo la distruzione e l'abbandono di Paternum, una parte degli abitanti si rifugiò nelle colline soprastanti, dapprima in località Silipetto, a metà strada tra il centro storico e la frazione Torretta, ove è stata rinvenuta una necropoli proto-bizantina del VII secolo. Poi nei secoli successivi la popolazione si sarebbe spostata più nell'interno sulla collina ove sorge l'attuale abitato. Tale localizzazione è di difficile accesso dalla costa, poco visibile dal mare e dalle imbarcazioni degli invasori, con difese naturali costituite da ampie pareti verticali di arenaria, e con aree coltivabili e sorgenti idriche facilmente raggiungibili. "Nel mezzogiorno d'Italia il delinearsi della nuova trama degli insediamenti umani dopo il IX secolo che, attraverso complesse trasformazioni, è divenuta quella moderna, ha interessato la quasi totalità degli abitati. La maggior parte di essi ha avuto origine per il progressivo spontaneo addensarsi di uomini e di attività in determinati punti del territorio meglio difendibili, oppure situati all’intersezione di vie di comunicazione o in prossimità delle aree più facilmente coltivabili".

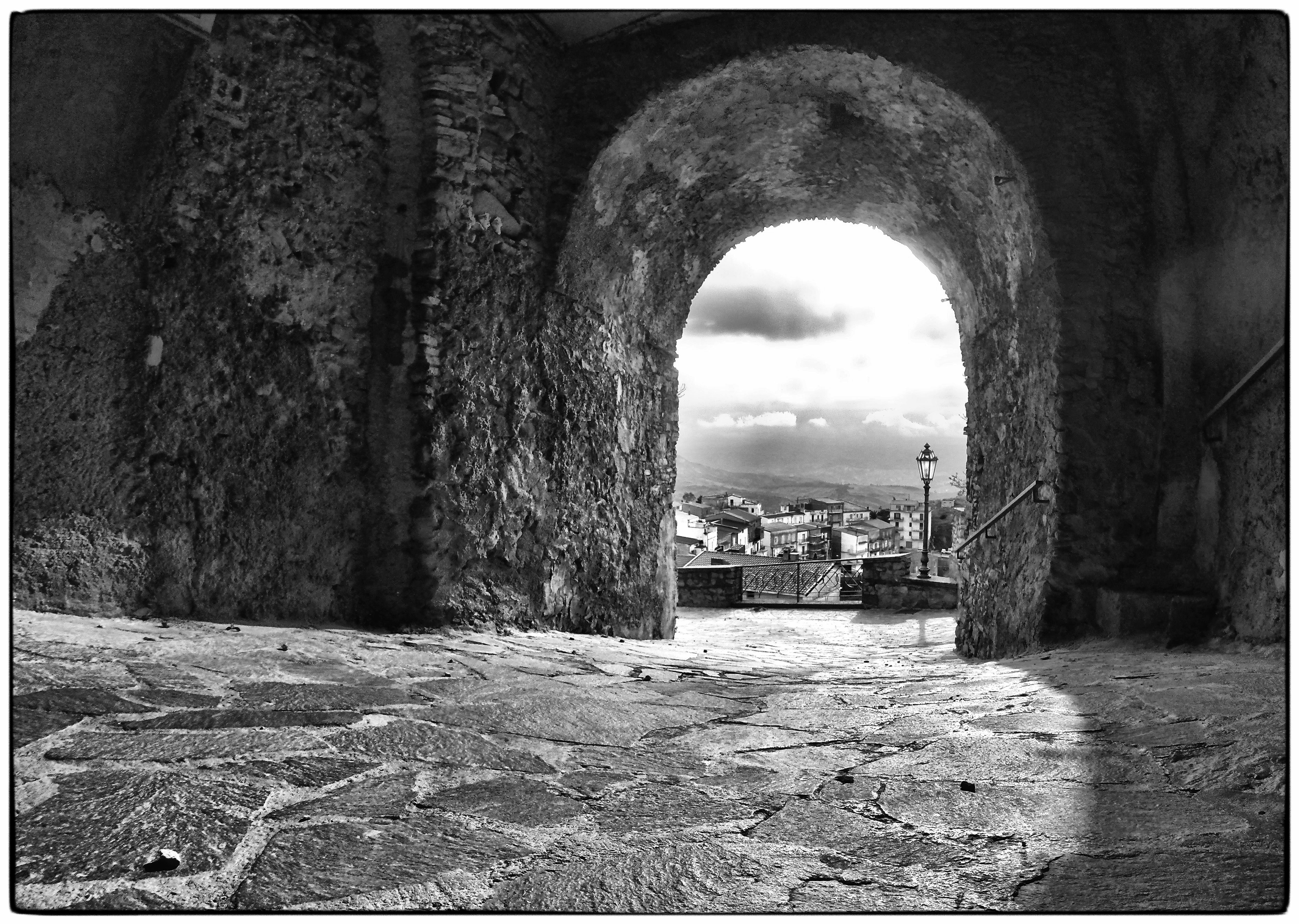
Galleria nel quartiere Motta

Nel Pieno Medioevo venne probabilmente realizzata una motta castrale dai Normanni, nei pressi dell'attuale quartiere "Motta". Si trattava di una struttura fortificata che si diffuse rapidamente fra i secc. 11° e 12° in Europa, ed in particolare in Calabria; era realizzabile con i limitati mezzi a disposizione della piccola nobiltà e significativamente ebbe fortuna in contesti storico-geografici caratterizzati dalla debolezza dell'autorità centrale e dalla frammentazione territoriale. Su questa prima fortificazione normanna venne costruito il castello e da essa si è sviluppato l'abitato di Crucoli.
Lo storico Pericle Maone, nel libro "Dominatori e dominati nella Storia di Crucoli" nel tentativo di individuare dalle fonti storiche documentali le origini del paese ipotizza che l'addensamento del centro abitato avvenne intorno alla struttura di uno xenodochio, una struttura di accoglienza costituito per opera dei monaci della Chiesa del Santo Salvatore di Monte Tabor, la stessa congregazione che aveva ricevuto donazioni di terre nel territorio della Diocesi di Umbriatico, per fondare una mansio per "ripopolare, sul promontorio dell'Alice, a monte dell'attuale Cirò Marina, il castro o borgo fortificato di Alichia". Questa struttura poi nota come il "Venerabile Ospedale", corrisponde all'antica chiesa di Sant'Elia Profeta, il cui nucleo originario risale all'età bizantina, una piccola chiesa con una piccola croce, la crucola, dalla quale potrebbe avere avuto origine lo stesso toponimo.

### Il feudo di Crucoli
Nella fase storica dell'incastellamento, che fece seguito alla conquista dei normanni della Calabria, da questi vennero introdotti i diritti feudali. La prima fase feudale di Crucoli, nel periodo relativo alla dominazione normanna ed angioina, ricostruita dallo storico Pericle Maone, ha più ipotesi e congetture che non fatti certi. Maggiori certezze sono reperibili nei "Regesti" dei Registri della cancelleria angioina. Quando Carlo I d'Angiò si insediò sul trono del Regno di Napoli, dovendo rimunerare i fedeli cavalieri che lo avevano seguito nella sua impresa, cominciò ad assegnare in feudo città e paesi sotto il suo dominio. Di tali assegnazioni vi è traccia certa dal 1269 nei Registri Angioini. Il territorio del Feudo di Crucoli coincise con l'attuale limite del territorio comunale e non fu mai aggregato ad altri possedimenti confinanti, anche se molti dei feudatari in realtà possedevano più feudi quasi sempre molto distanti da Crucoli.

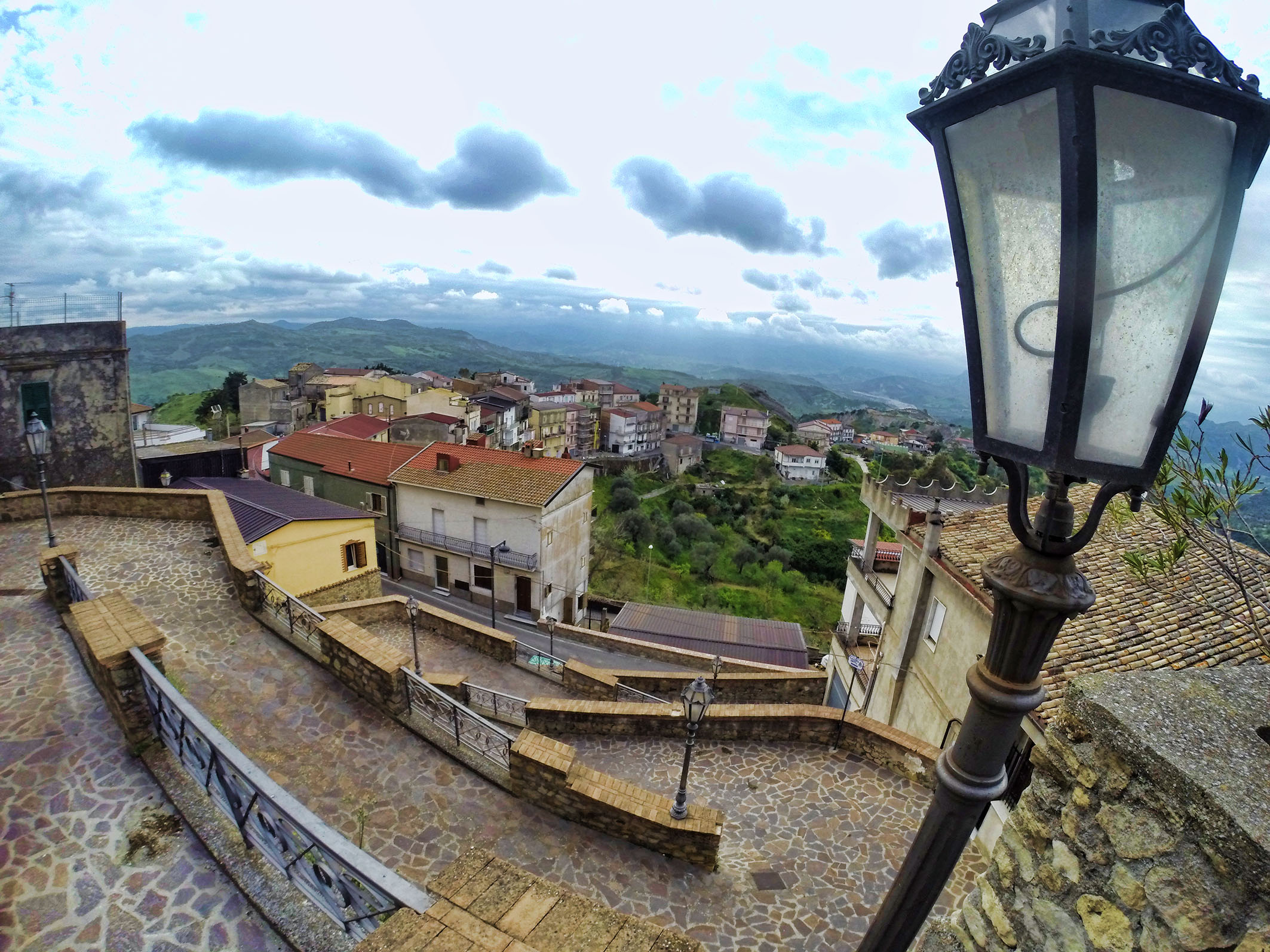
Strada Lamanna

Crucoli fu, fino all'avvento degli Amalfitano, una baronia, ovvero il livello più basso della gerarchia feudale. Nel 1649 Filippo IV re di Spagna, concedeva il titolo di marchese sulla terra di Crucoli a Diego Amalfitano per sé e per i suoi eredi, per i meriti suoi e della sua famiglia. La concessione era in effetti più un'onorificenza che non la costituzione di un marchesato di grandi dimensioni. I marchesi Amalfitani possedettero il feudo di Crucoli sino all'eversione della feudalità (1806).
In precedenza Giacomo Battista, l'ultimo dei d'Aquino a possedere Crucoli, con privilegio reale del 14 maggio 1635 aveva ottenuto il titolo di principe sulla Terra di Crucoli; il privilegio arrivava tardivamente poiché egli l’aveva già venduta nel 1631 agli Amalfitano. Per conservare il titolo però gli fu concesso che la terra di San Giacomo, un suo casale in Terra d'Otranto, venisse rinominato in Crucoli; da questo momento il titolo nobiliare di principe di Crucoli si trovò a girovagare nel Regno di Napoli, senza avere più alcun'attinenza con la cittadina da cui aveva avuto origine il nome del principato.

### Simboli
Lo stemma e il gonfalone sono stati concessi con decreto del presidente della Repubblica del 17 ottobre 1992.
Il gonfalone è un drappo di rosso.

## Monumenti e luoghi d'interesse

### Architetture religiose
Nell'abitato di Crucoli vi sono state in passato 6 chiese attive.
Al tempo del vescovo Zaccaria Coccopalmeri (1779-1784) le fonti citano:
- la chiesa parrocchiale di San Pietro Apostolo (unica chiesa parrocchiale ancora in uso e consacrata ai "S.S. Pietro e Paolo");
- la chiesa parrocchiale di Santa Maria Assunta non utilizzata, sconsacrata dal 1800 ed annessa alla casa canonica);
- la chiesa di Sant'Elia Profeta sconsacrata non utilizzata come luogo di culto; nel XX secolo è stata e utilizzata per usi sociali: cinema, teatro, palestra, oratorio; dal 2015 è stata oggetto di restauri conservativi che ne hanno restituito parte dell'aspetto originale[35] non del tutto ricostruibile visto che è stato oggetto di ben 7 ampliamenti, a partire dalle sue origini risalenti probabilmente al sec. XI[36];
- la chiesa "fuori le mura" di Santa Maria Annunziata (demolita) e che era associata al Convento degli Zumpani Agostiniani;
- la chiesa "fuori le mura" di Sant'Antonio Abate (scomparsa).

Nell'abitato della frazione Torretta vi sono invece altre due chiese di costruzione più recente (come, del resto, tutto l'abitato):
- la chiesa di San Francesco di Paola (XX secolo);
- la chiesa di Santa Maria Madre della Chiesa, con annesso oratorio; la chiesa è stata costruita all'inizio del XXI secolo ed è stata consacrata il 12 dicembre 2004[37].

#### Santuario di Manipuglia
Si trova "fuori le mura" a circa 4 km dal paese, lungo la strada provinciale. Nei documenti antichi è indicato anche come Chiesa di "Santa Maria del Mare" o "Santa Maria di Maripuglia" o di "Santa Maria de Manu Puglia”, ed era "meta ricercata della popolazione ed è lodevole sia per la devozione dei fedeli, che per gli ornamenti e le suppellettili sacre di cui è munita".
Originariamente semplicemente "chiesa di Manipuglia", è divenuto santuario mariano diocesano con decreto del 12 maggio 1963 del vescovo di Cariati Orazio Semeraro.

### Architetture civili

#### Il Castello del Marchese

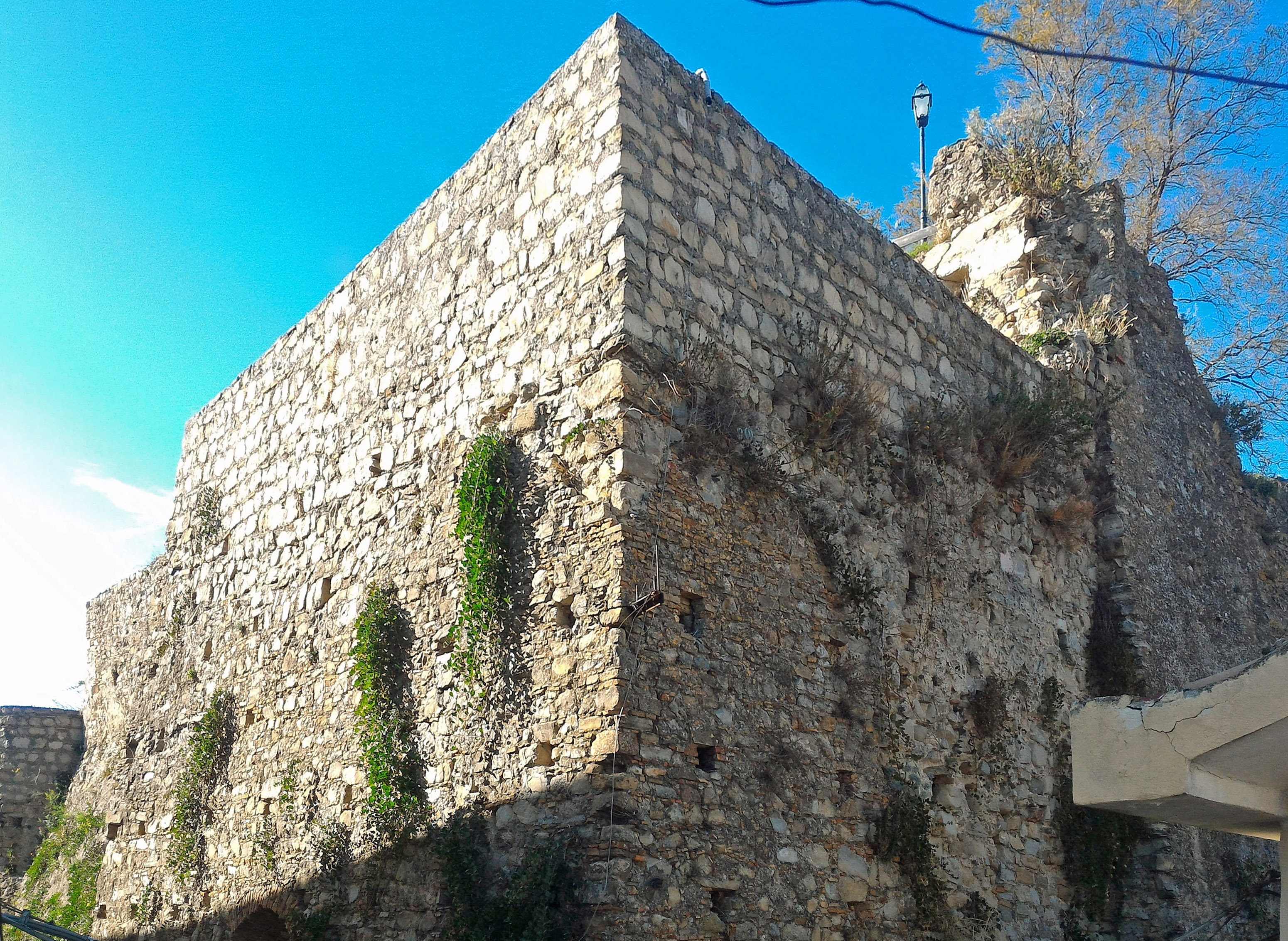
Torre Normanna a Sud-Est del Castello

Il centro abitato di Crucoli si sviluppò nel medioevo come un'area fortificata, delimitata da mura, dirupi e porte d'accesso. Al centro dell'abitato, sul promontorio che domina il paese, venne realizzato una Torre a pianta quadrata, che fu ampliata poi in un castello sede baronale prima e dei marchesi poi. Dall'eversione della feudalità (1806) il castello venne abbandonato, ed oggi restano solo le possenti mura e le torri a testimoniarne l'esistenza.
La matrice originaria del castello, la torre quadrata, a parere unanime degli storici, può essere fatta risalire all’epoca normanna, verosimilmente agli anni tra il 1158 ed il 1166, durante le dominazioni di Guglielmo I il Malo e Guglielmo II il Buono, quando era già da tempo avviato il processo di “incastellamento” delle campagne. Di questo primitivo nucleo normanno, successivamente ampliato e stravolto, oggi rimangono ancora ben visibili l’impianto costruttivo della torre a pianta quadrata posta a sud-est della struttura e gli adiacenti contrafforti. L’importanza cui, nei secoli successivi, dovette assurgere il baluardo difensivo crucolese, nell’ambito delle strutture difensive locali, può essere comprovata anche dalla sua menzione nella nota carta geografica del Regno di Napoli del 1583 realizzata da Cola Antonio Stigliola e, successivamente, anche all’interno delle tavole illustrate nell’“Additamentum quintum Theatri orbis terrarum” dell’Ortelio del 1595, dove trova puntuale indicazione la struttura fortificata qui in esame. 

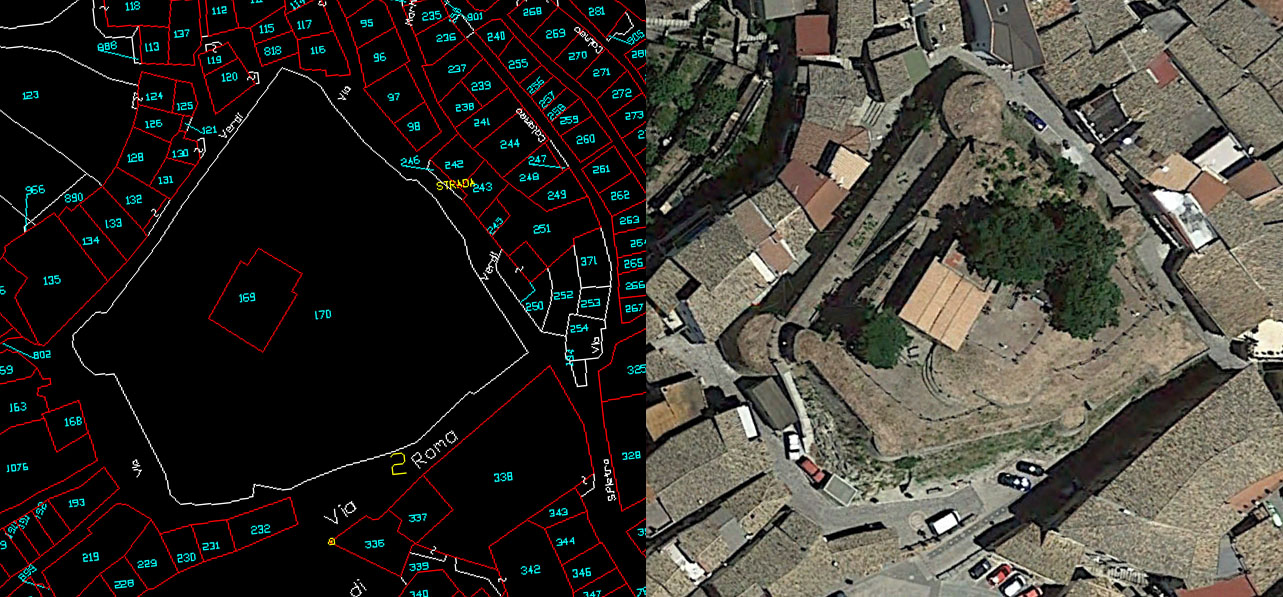

Hanno invece struttura più recente le torri circolari delimitanti il perimetro della struttura da attribuirsi all’epoca della successiva dominazione aragonese.
Nella stratigrafia della struttura emergono, infatti, i segni dei numerosi rifacimenti di cui la stessa, in particolar modo tra il XV ed il XVII secolo quando il feudo di Crucoli fu retto dalle famiglie D’Aquino prima ed Amalfitani poi. Il rifacimento fu necessario dapprima dopo che il 14 dicembre 1674 un incendio divampato casualmente aveva avvolto l’intera struttura e poi, appena ricostruito, il 20 agosto 1697, dopo che un assalto di pirati turchi aveva apportato nuovamente danni significativi. Al momento dell'incendio il castello era "consistente di ventitré stanze".

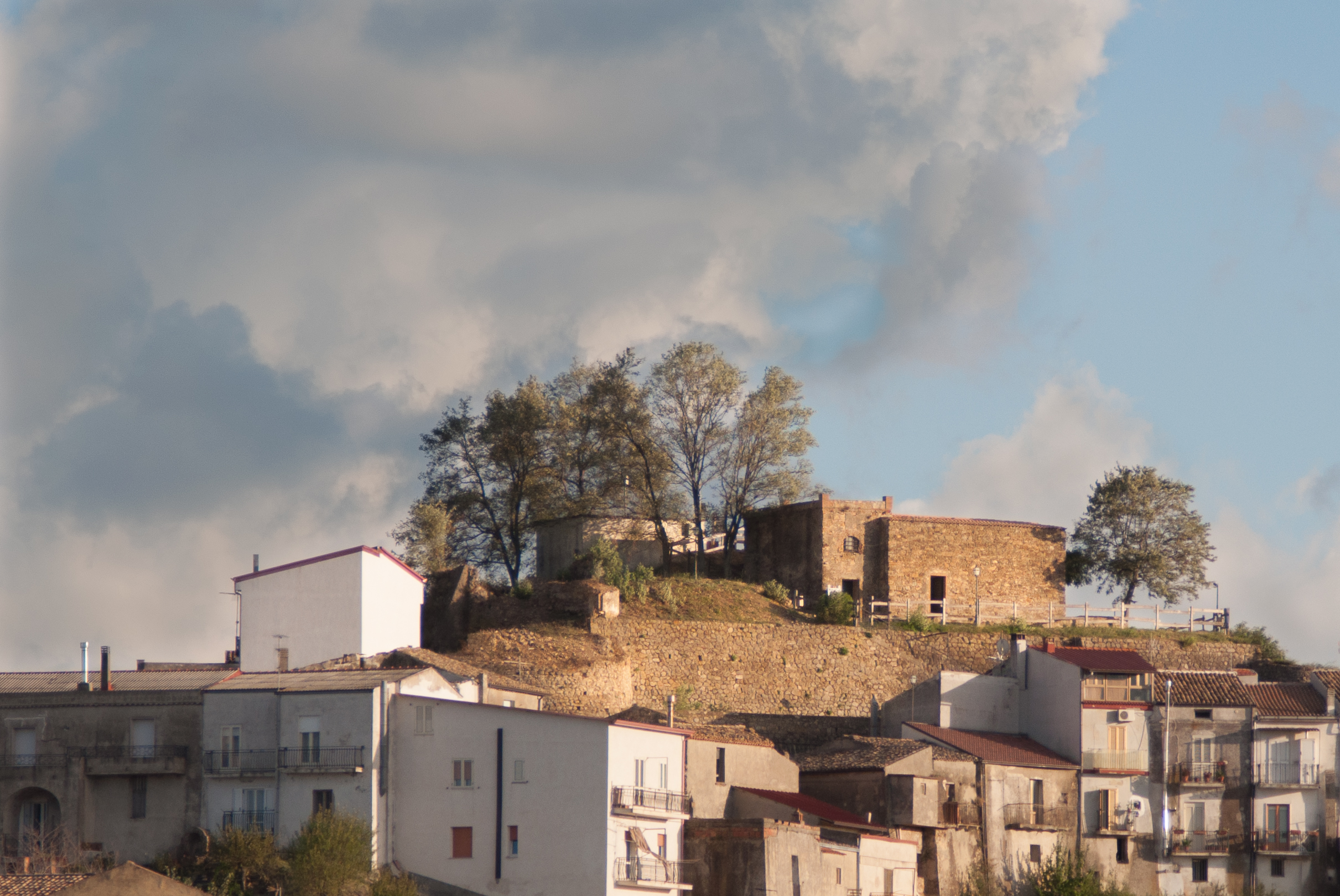
Crucoli, Il Castello

Nel Catasto onciario di Crucoli del 1784 il castello del Marchese è descritto come “magnifico ed inespugnabile castello, posto in mezzo all’abitato, che certamente ha dovuto essere di regia erezione, e per tale nelle antiche croniche viene portato. In questo castello si sale per una nobil insilciata, e lunga, che fa un falso piano, per cui anco vi si può salire in carozza. Infine della grada vi è un atrio scoverto, e questa fabbrica è separata dal castello, col quale comunica per mezzo d’un ponte di legname. Tal castello è fortificato da sei bastioni, o turrioni, che guardano in differenti punti dell’orizzonte... In mezzo di tal castello v’è una specie di rocca, o sia fortezza, e le muraglie tutto che antichissime, ed abbandonate pure si mantengono per più secoli. Per comodo di questa gran fortezza vi sono tre cisterne, cantine, guardarobe, quartini abitabili al piano del gran cortile, e quarti nobili superiori, talché in caso di necessità possonci acquarterare fino a mille persone”.
L’utilizzo del castello quale dimora è durato fino alla prima metà del XIX secolo, poi i marchesi Amalfitano abbandonarono il comune; la residenza, degradata e probabilmente implosa sia a causa della mancanza di manutenzione sia per terremoti e piogge, viene utilizzata dapprima come deposito del grano per il locale Monte Frumentario, e poi dal Comune per le vasche dell'acquedotto municipale (1911), sancendone la definitiva decadenza.
Lungo l'odierna via, nel luogo detto "Sotto il ponte", era presente il ponte levatoio al quale si accedeva da una rampa protetta da un castelletto presso l'abitazione Paterno-Celsi.

#### Palazzo Palopoli

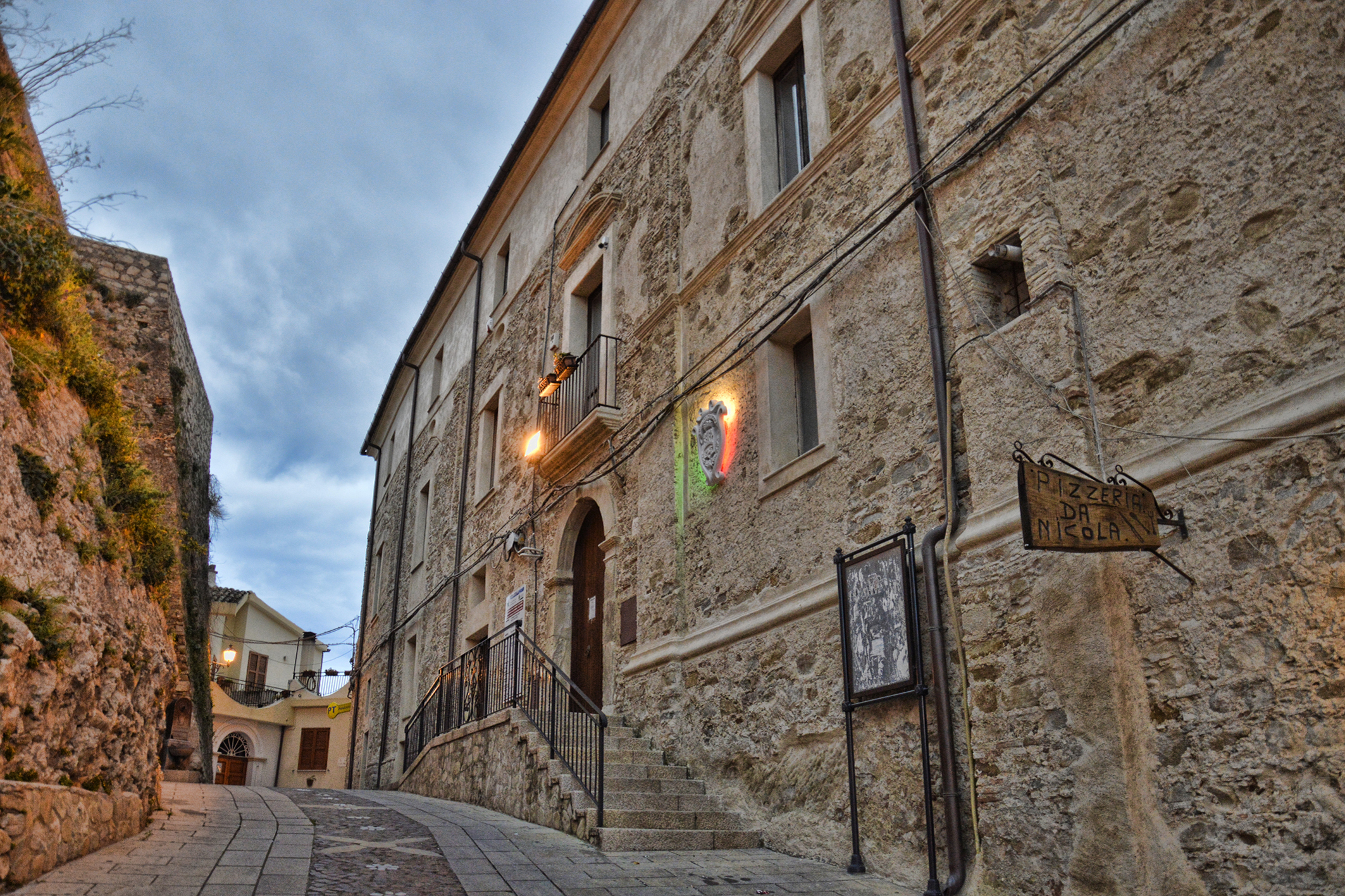
Palazzo Palopoli - municipio

Ampia struttura civile, separata dal castello, ospitante attività economiche dei feudatari; da alcuni ritenuta nei sec. XV-XVI un monastero dei frati dell’Ordine dei Minimi (notizia non attestata), venne acquisita agli inizi del XIX secolo dalla famiglia Palopoli, che la ampliò trasformandola nella principale residenza signorile del comune. Nella seconda metà del XX secolo, i proprietari si spostarono definitivamente in Loc. Ciuranà; il palazzo venne frazionato e ceduto a diversi proprietari; la principale parte è proprietà del Comune (metà piano terra, primo e secondo piano), e ospita la sede del Municipio. Al primo piano, presso la sala consiliare, è possibile ammirare gli affreschi risalenti alla fine dell'800.
Dal 1996 ha subito diversi e importanti interventi di ristrutturazione e di recupero, sia interno che esterno, che hanno riportato l'edificio al suo originale splendore.

##### Villa Palopoli a Ciuranà
Scendendo da Crucoli verso la frazione Torretta si incontra Villa Ciuranà, palazzo settecentesco che mantiene ancora intatta la sua struttura, di proprietà della famiglia Palopoli. Si compone di tre piani e di un belvedere; presenta soffitti affrescati. Al piano terra ospita ora il museo archeologico "Melissa Palopoli", dove sono custoditi i reperti della collezione Palopoli, che si compone di circa 2000 reperti locali di varie epoche.

#### La Torretta d'Aquino-Amalfitani, Palazzo Clausi
Nella frazione di Torretta è invece presente un edificio della seconda metà del XV secolo, denominato la Torretta, costruito nel periodo in cui Crucoli fu sotto la baronia dei D'Aquino. Probabilmente se ne decise la costruzione come struttura difensiva dopo il saccheggio di Crucoli del febbraio 1577 dei turcheschi. La posizione nel territorio è tale da non fare supporre la funzione di avvistamento delle invasioni dal mare, delegata alla Torre di Fiumenicà (anche detta di Policaretto, nei pressi della Punta di Fiumenicà che oggi è scomparsa) in connessione alla Torre Vecchia di Punta Alice. La torretta aveva lo scopo di proteggere le tenute feudali alla marina e di custodire le derrate alimentari (grano) destinate ad essere poi spedite via mare dai feudatari ai mercanti napoletani. L'edificio abbinato alla Torretta, situato sulla strada pubblica costiera, fu utilizzato dagli Amalfitani anche come luogo di accoglienza, come casino di caccia e come “casino di delizia e di piacere”.
L'edificio compare nei documenti solo nel Relevio presentato nel 1590 dal feudatario Carlo D’Aquino, tra le entrate feudali (Taverna della torretta alla marina, ghiande ed erbaggi delle difese Torretta, …). Nei secoli successivi la Torretta venne ampliata fino a diventare una residenza signorile e deposito di derrate alimentari.
Il 30 gennaio 1735 l'edificio ospitò il Re Carlo III di Borbone, di passaggio durante il suo viaggio nei territori del Regno di Napoli, diretto verso la Sicilia.
Nel XVIII secolo la struttura ospitava granaglie anche per conto di terzi e non solo del feudatario; il 27 febbraio 1764, fu saccheggiata da un gruppo di cittadini oriundi di Rossano che portarono via tutto il grano presente.

Nel secolo successivo fu ceduta ai signori Clausi, ed è parte del palazzo che ancora oggi abitano.

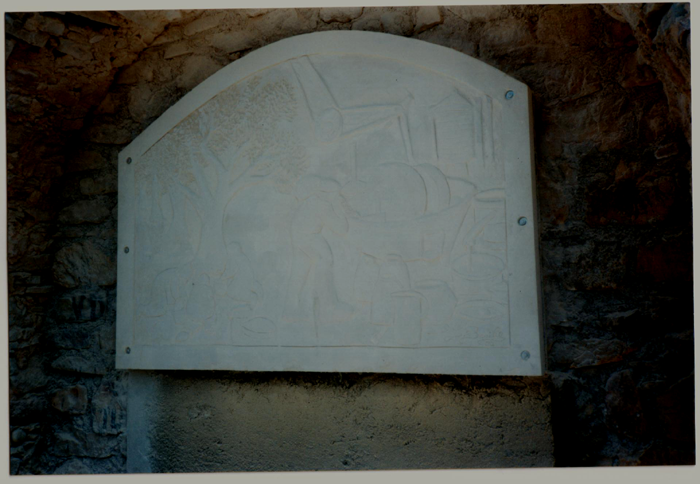
Monumento dedicato alla lavorazione dell'olio di Luigi Basile - 2001

#### Monumento dedicato alla lavorazione dell'olio
Nel comune di Crucoli è stato realizzato nel 2001 un monumento in pietra dedicato alla lavorazione dell'olio dall'artista Luigi Basile 
Osservatorio Astronomico "Filolao"
Nel corso del 2025 il comune, con la collaborazione del Circolo Astrofili "Luigi Lilio" Torretta, ha realizzato un osservatorio astronomico intitolandolo a Filolao di Crotone precursorse di un modello eliocentrico del nostro sistema solare.

### Aree naturali

#### Bosco di Gatta
Il Bosco di Gatta è un'area boschiva naturale di circa 100 ettari, caratterizzata da una vegetazione tipica della macchia mediterranea: olivi selvatici, lecci, querce, arbusti come cisto, lentisco e ginepro ed erbe come il ciclamino e il colchico.
Nel bosco, che si estende in zona collinare compresa tra i 180 e i 300 m.s.m., si possono trovare mammiferi quali cinghiali, volpi, tassi, porcospini, rettili quali testuggini, ramarri e vipere, e uccelli come civette, gufi, allocchi e tordi.

## Società

### Evoluzione demografica
Abitanti censiti

### Lingue e dialetti
Il dialetto crucolese è ricco di vari influssi (greco, latino, arabo, francese, spagnolo) come tutte le varianti del dialetto calabrese, ed in particolare al dialetto calabrese centrale, nella dimensione diatopica del dialetto crotonese. Le forme scritte più note si rinvengono nelle liriche di Emanuele Di Bartolo, poeta nato a Crucoli il 25 marzo 1901 e nelle più recenti di Giuseppe Barberio.

## Cultura

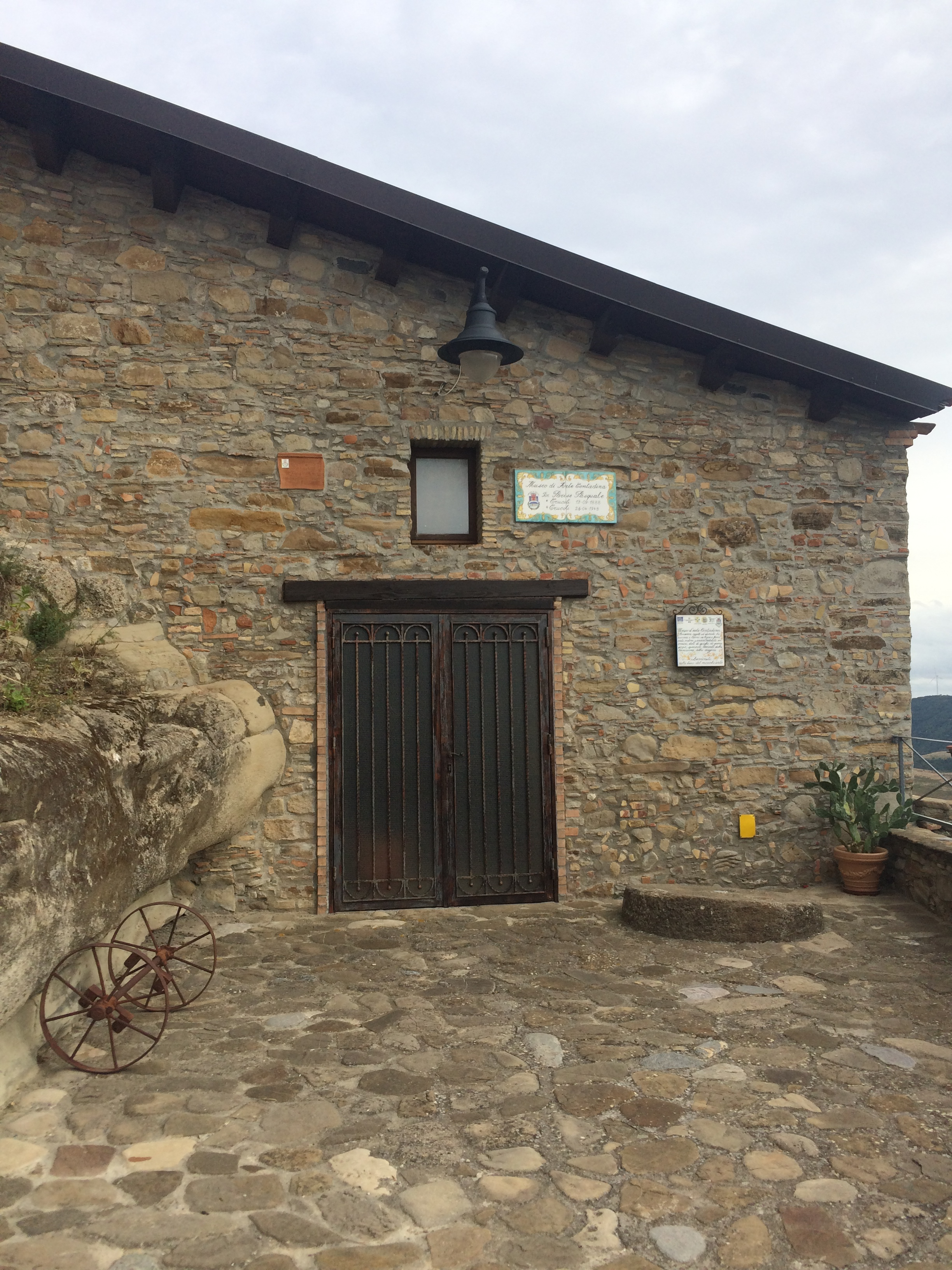
Ingresso del Museo della civiltà artigiana e contadina

### Musei
- Museo archeologico "Melissa Palopoli", noto anche come Museo della Magna Grecia,[49] in località Ciuranà[50].
- Museo della civiltà artigiana e contadina, nel rione Santa Maria del centro storico di Crucoli,[51] danneggiato da un incendio nel luglio 2023[52].

### Cucina
Crucoli è il paese della sardella. È qui che si è particolarmente sviluppata preparazione di questa specialità tipica, secondo un'antica tradizione, che utilizza un sapiente dosaggio di ingredienti naturali: neonati di sarda, sale, peperoncino macinato e finocchio selvatico. Dopo la lavorazione a mano è necessaria una conservazione in luoghi non umidi al riparo della luce per alcuni mesi.
Altri piatti tipici della gastronomia crucolese sono: pipi e patati, maccarruni a' ferretti, crispeddri (o pitti fritti) e i crustuli.

## Geografia antropica

### Frazioni
Torretta è la principale e unica frazione di Crucoli. Essa ha 2 369 abitanti.

## Economia
L'economia di Crucoli è basata principalmente sul settore primario ,poiché ricco di terreni fertili coltivati .Molto importante è la viticoltura ,ad oggi sono presenti numerose famiglie storiche che possiedono i vigneti tra cui la famiglia Covvu ,Aura e Fommaggino.

## Infrastrutture e trasporti
Crucoli è attraversata dalla SS 106 Ionica e dalla linea ferroviaria Jonica.

## Amministrazione

### Cronotassi dei sindaci dal 1921 al 1995
- 1921 - 1923: Francesco Punelli
- 1923 - 1923: Luigi Bianculli (commissario straordinario)
- 1923 - 1924: Gaetano Lamanna
- 1924 - 1931: Vittorio Di Bartolo (podestà)
- 1931 - 1939: Leonardo Di Bartolo (Cav. Uff.) (podestà)
- 1939 - 1941: Ferruccio De Sessa (commissario prefettizio)
- 1941 - 1943: Leonardo Di Bartolo (Ing.) (commissario prefettizio)
- 1943 - 1944: Emanuele Ciocia (commissario prefettizio)
- 1944 - 1945: Gianpietro Celsi (commissario prefettizio)
- 1945 - 1946: Gaetano Paterno (commissario prefettizio)
- 1946 - 1951: Gianpietro Celsi
- 1951 - 1953: Giuseppe Scutifero
- 1953 - 1956: Raffaele D'Afflitto
- 1956 - 1960: Giuseppe Critelli
- 1960 - 1970: Giovanni Lamanna
- 1970 - 1980: Francesco Palopoli
- 1980 - 1995: Francesco Murano

### Cronotassi dei sindaci dal 1995
| Periodo         | Periodo         | Primo cittadino                                    | Partito                                | Carica                    | Note   |
| --------------- | --------------- | -------------------------------------------------- | -------------------------------------- | ------------------------- | ------ |
| 23 aprile 1995  | 13 giugno 1999  | Giuseppe Forciniti                                 | lista civica Indipendente              | sindaco                   |        |
| 13 giugno 1999  | 13 giugno 2004  | Giuseppe Forciniti                                 | lista civica                           | sindaco                   |        |
| 13 giugno 2004  | 7 giugno 2009   | Antonio Sicilia                                    | lista civica di centro-sinistra        | sindaco                   |        |
| 7 giugno 2009   | 25 maggio 2014  | Antonio Sicilia                                    | lista civica di centro-sinistra        | sindaco                   | [ 55 ] |
| 25 maggio 2014  | 29 ottobre 2018 | Domenico Vulcano                                   | Partito Democratico                    | sindaco                   |        |
| 29 ottobre 2018 | 4 ottobre 2021  | Aldo Lombardo Salvatore Tedesco Francesco Giacobbe |                                        | commissione straordinaria | ;      |
| 4 ottobre 2021  | in carica       | Cataldo Librandi                                   | lista civica “Rinascita e cambiamento” | sindaco                   |        |

### Gemellaggi
- Šabla, dal 2013[58].